# Dodge Monaco
Der Dodge Monaco ist ein hinterradgetriebenes Automobil, das der US-amerikanische Chrysler-Konzern von 1965 bis 1978 in fünf Generationen unter der Marke Dodge verkaufte. Anfänglich war der Monaco ein Personal Luxury Car, danach war er als Parallelmodell zum großen Dodge Polara positioniert. Später ersetzte er den Polara. In seinem ersten Jahrzehnt gehörte der Monaco ins Segment der Full-Size-Cars, Mitte der 1970er-Jahre wurde die Bezeichnung hingegen im Intermediate-Bereich verwendet. Von 1990 bis 1992 kam es zu einer kurzen Wiederbelebung des Namens Monaco bei einem Frontantriebsfahrzeug mit AMC-Wurzeln.

## Modellentwicklung

### Erste Generation
Der erste Dodge Monaco erschien 1965. Er war ein früher Vertreter der Personal Luxury Cars. Das Auto war ein Versuch der Marke Dodge, dem erfolgreichen zweitürigen Pontiac Grand Prix einen Konkurrenten entgegenzustellen. Er sollte sportliche und luxuriöse Elemente miteinander verbinden und war bei seinem Erscheinen 1965 mit einem Listenpreis von 3.355 US-$ das teuerste Modell der Marke Dodge. Seine Modellbezeichnung nimmt Bezug auf den Großen Preis von Monaco (englisch: Monaco Grand Prix), eine der bekanntesten Formel-1-Veranstaltungen. Auch mit dieser Bezeichnung stellte Dodge eine Verbindung zum Pontiac Grand Prix her.
Im Gegensatz zum Grand Prix erhielt der Dodge Monaco keine eigenständige Karosserie. Stilistisch gleicht sein Aufbau vielmehr den zweitürigen Coupés der Modelle Dodge Polara und 880 Custom, mit denen Dodge 1965 im Full-Size-Segment vertreten war; äußerliche Unterschiede zu den Volumenmodellen gab es lediglich im Bereich von Dekordetails. Die Ausstattung des Monaco war aber deutlich hochwertiger: Der Monaco wurde serienmäßig mit vorderen Einzelsitzen, einer Mittelkonsole und Mittelschaltung ausgeliefert. Zudem war er mit den stärksten Motoren aus dem Dodge-Programm ausgestattet: Serienmäßig hatte er einen 6276 cm³ (383 cui) großen Motor aus der B-Reihe mit einer Leistung von 330 SAE-PS (242 kW); gegen Aufpreis war ein 7206 cm³ (440 cui) großer und 355 SAE-PS (261 kW) starker Achtzylindermotor aus der RB-Reihe erhältlich. Die Kraft wurde über ein handgeschaltetes Vierganggetriebe an die Hinterräder übertragen.
Der Monaco stand in dieser Form nur 1965 im Programm; in diesem Jahr entstanden 13.096 Autos. Ab 1966 wurde der Name Monaco für ein Volumenmodell der Full-Size-Reihe verwendet, das wesentlich schwächer ausgestattet und deutlich preiswerter war. Ein Coupé, das dem 1965er Dodge Monaco entspricht, war in den Modelljahren 1966 bis 1968 unter der Bezeichnung Dodge Monaco 500 erhältlich.

### Zweite Generation
Zum Modelljahr 1966 strukturierte Dodge die Modellpalette neu. Der bisherige 880 Custom wurde eingestellt. An seine Stelle trat der Monaco, der nun auch als viertürige Limousine mit durchgehender B-Säule, als Hardtop-Limousine und als Kombi mit zwei oder drei Sitzreihen gebaut wurde. Dazu kam neu der exklusive, nur als Coupé erhältliche Monaco 500, der die Rolle des bisherigen Monaco als Spitzenmodell innerhalb der Marke Dodge übernahm. Diese Gliederung wurde bis 1968 beibehalten.
Technische Basis aller Monacos der Modelljahre 1965 bis 1968 war die neu eingeführte C-Plattform. Die Karosserie ist selbsttragend (sog. Unibody-Konstruktion). Ihr Design wurde zum Modelljahr 1967 vollständig geändert. Als Antriebsquellen standen Achtzylinder-V-Motoren mit 6276 cm³ (383 cui), 6767 cm³ (413 cui), 6981 cm³ (426 cui) oder 7210 cm³ (440 cui) Hubraum zur Auswahl, allerdings gab es nicht in jedem Modelljahr alle Varianten.
Im ersten Modelljahr, als der Monaco ausschließlich als exklusives Coupé erhältlich war, entstanden 13.200 Autos. Danach baute Dodge, alle Varianten zusammengenommen und einschließlich des Monaco 500, etwa 60.500 (1966), 40.500 (1967) und 42.500 (1968) Fahrzeuge dieser Reihe.

### Dritte Generation
1969 gab es eine komplett neue Optik im rundlicheren Stil des fuselage-(Flugzeugrumpf)-Stylings, das auch die anderen Full-Size-Modelle des Konzerns (Chrysler Newport und New Yorker, Plymouth Fury und Chrysler Imperial) jenes Jahrgangs aufwiesen, die technische Basis blieb aber erhalten. Für 1972 und 1973 erhielt der Monaco eine neue Frontmaske mit elektrisch betätigten Klappen vor den Scheinwerfern, die das Modell außen deutlicher von den günstigeren Polaras unterschied.

### Vierte Generation
Zum Modelljahr 1974 erschienen komplett erneuerte große Dodge-Modelle im Full-Size-Segment, die sämtlich auf die Bezeichnung Monaco hörten; die Polara-Reihe entfiel. 
Technische Basis dieser vierten Monaco-Generation war wie bei den beiden vorangegangenen Baureihen wiederum Chryslers C-Plattform; das Karosseriedesign war aber komplett neu. Die Motorenpalette war breiter als die der Schwestermodelle bei Chrysler und Plymouth. Verfügbar waren Achtzylinder-V-Motoren mit  5210 cm³ (318 cui), 5898 cm³ (360 cui), 6551 cm³ (400 cui) und 7206 cm³ (440 cui) Hubraum; die Leistungsspanne reichte von 108 kW (147 PS) bis 186 kW (253 PS). Mit einigen dieser Motoren war der große und schwere Monaco untermotorisiert. Ab 1976 war der 6,6-Liter-Motor als Magermotor (Lean Burn Engines) mit computergesteuerter Zündung ausgerüstet. Das System senkte den Treibstoffverbrauch, war aber wegen eines Konstruktionsfehlers defektanfällig.
Die modellinterne Strukturierung war unübersichtlich. Im ersten Modelljahr waren drei Ausstattungslinien erhältlich: der Monaco ohne Zusatzbezeichnung als Basisversion, der Monaco Custom als mittlere und der Monaco Brougham als höchste Linie. 1975 gab es Neuerungen bei den beiden höherwertigen Versionen: Die mittlere Linie erhielt die Bezeichnung Royal Monaco, die höchste wurde Royal Monaco Brougham genannt. Die beiden Royal-Monaco-Versionen erhielten eine neue Frontmaske mit Scheinwerfern, die im Ruhezustand hinter einer in Wagenfarbe lackierten Klappe verdeckt waren; die Basisversion hatte dagegen weiterhin die frei stehenden runden Doppelscheinwerfer. Diese Strukturierung wurde im Modelljahr 1976 beibehalten.
Die Produktion dieser Monaco-Generation fiel in eine Zeit gravierender wirtschaftlicher Probleme des Chrysler-Konzerns. Die schweren, unökonomischen Autos gehörten zu den größten Pkw ihrer Zeit und werden in der Literatur rückwirkend als „brontosaurusartig“ bezeichnet. Sie kamen unmittelbar vor Beginn der ersten Ölpreiskrise auf den Markt und verkauften sich angesichts zunehmend höherer Treibstoffpreise nur schlecht. In drei Jahren entstanden etwa 155.000 Monacos.
Eine Polizeiversion des Dodge Monaco spielte in dem Film Blues Brothers von 1980 als „Bluesmobil“ eine wesentliche Rolle.

### Fünfte Generation
Im Zuge der Ölkrise war die Nachfrage nach großen, schweren Autos wie dem Monaco massiv eingebrochen. Der Chrysler-Konzern, der zu dieser Zeit wirtschaftlich bereits stark geschwächt war, konnte die Entwicklung neuer, kleinerer Autos nicht so schnell vorantreiben, wie der Markt es verlangte. Das betraf auch das Intermediate-Segment, in dem Dodge seit 1971 mit dem Coronet vertreten war, dessen Technik auf die 1960er-Jahre zurückging. Um dem technisch und stilistisch veralteten Coronet noch einen Imageschub zu geben, übertrug Dodge 1977 die Modellbezeichnung Monaco, die bis dahin für Full-Size-Cars verwendet worden war, auf die Intermediate-Reihe, sodass der (weitgehend unveränderte) Coronet nun als Monaco verkauft wurde. Der bisherige große Monaco wurde im Zuge dieses Badge-Shifting-Prozesses in Royal Monaco umbenannt. Schwestermodell dieser Dodge-Monaco-Generation war der Plymouth Fury, ein seinerseits umbenannter Plymouth Satellite.
Im Angebot standen Coupés, viertürige Limousinen und Kombis. Wie zuvor saß das Coupé auf einem kürzeren Radstand (292 cm) als die übrigen Modelle (298,5 cm). Das Design entsprach dem des bisherigen Coronet. Lediglich die Frontmaske war im Zuge der Umbenennung des Modells neu gestaltet worden: Nunmehr hatte der Monaco übereinander angeordnete rechteckige Doppelscheinwerfer. Das Motorenprogramm umfasste den Slant Six-3,7-l-Sechszylinder (hier mit Doppelvergaser) sowie V8-Maschinen von 5210 cm³, 5898 cm³ (360 cui), 6556 cm³ (400 cui) und 7210 cm³ (440 cui) Hubraum.
In den beiden Jahren, in denen sie angeboten wurde, verkaufte Dodge von der fünften Monaco-Generation insgesamt gut 105.000 Fahrzeuge. Ihr Nachfolger wurde der Dodge Diplomat, der auf der M-Plattform basierte und bis 1989 im Programm blieb.

### Sechste Generation
Mit der Übernahme der AMC im September 1987 hatte Chrysler auch die viertürige Stufenhecklimousine Premier übernommen, das letzte neue PKW-Modell, das AMC entwickelt hatte. Chrysler brachte das Auto zum Modelljahr 1988 zunächst unter der neu gegründeten Marke Eagle auf den Markt, bei der es Eagle Premier hieß. Von 1990 bis 1992 gab es außerdem ein Schwestermodell des Eagle bei Dodge, durch das die seit mehr als einem Jahrzehnt nicht mehr genutzte Modellbezeichnung Monaco wiederbelebt wurde. Dieses kurzlebige Fahrzeug war die sechste und bislang letzte Monaco-Generation.
Der Monaco bzw. Eagle war eine Konstruktion, die AMC in Zusammenarbeit mit Renault verwirklicht hatte. Das Auto hatte den Unterboden und das Fahrwerk des europäischen Renault 25. Das Karosseriedesign kam von Giorgetto Giugiaro. Es orientierte sich am Renault 25, war aber als viertürige Stufenhecklimousine ausgelegt. Technisch hatte der Dodge Monaco kaum Gemeinsamkeiten mit den anderen Chrysler-Modellen. Sein 3,0 Liter großer Sechszylinder-V-Motor war eine Variante des europäischen PRV-Motors, das automatische Vierganggetriebe kam von ZF.
Chrysler versuchte vergeblich, den Dodge Monaco als Konkurrent für hochwertige europäische und japanische Limousinen zu etablieren. Der Monaco nahm vielmehr den übrigen Chrysler-Modellen Käufer weg. 1992 wurde der Monaco eingestellt. Sein Nachfolger war der Dodge Intrepid.